# 伊賀町
伊賀町（いがちょう）は、かつて三重県阿山郡に存在した町。
2004年（平成16年）11月1日に上野市、阿山郡阿山町・島ヶ原村・大山田村、名賀郡青山町と合併して伊賀市になったため消滅した。

## 地理
伊賀盆地の北東部に位置。木津川支流の柘植川が西流する。
「伊賀市」への合併後は混乱を避けるため、ひらがな表記の「いがまち」、あるいは旧町域内の「柘植」、「下柘植」、「新堂」などの地名で代替されることがある。

## 歴史
- 1959年（昭和34年）3月20日 - 柘植町・春日村が合併して発足。大字柘植を柘植町と改称。
- 2004年（平成16年）11月1日 - 上野市・阿山郡島ヶ原村・阿山町・大山田村・名賀郡青山町と合併して伊賀市が発足。同日伊賀町廃止。

## 地域

### 教育
高等学校
- あけぼの学園高等学校

中学校
- 伊賀町立柘植中学校
- 伊賀町立霊峰中学校

小学校
- 伊賀町立柘植小学校
- 伊賀町立西柘植小学校
- 伊賀町立壬生野小学校

## 交通

### 鉄道
西日本旅客鉄道（JR西日本）
- 関西本線: 柘植駅 - 新堂駅
- 草津線: 柘植駅

### 道路
- 名阪国道 伊賀IC、上柘植IC、下柘植IC、御代IC、壬生野IC
- 国道25号

## 観光
- 余野公園